# David Sloan Wilson
David Sloan Wilson (nascido em 1949) é um biólogo evolucionista, professor de ciências biológicas e antropologia na Universidade de Binghamton e divulgador científico norte-americano. Entre as suas obras mais conhecidas contam-se Darwin's Cathedral (A Catedral de Darwin) e A Evolução para Todos.
David Sloan Wilson é filho do cientista Sloan Wilson sendo co-fundador e presidente do think tank ONG Evolution Institute.

## Carreira académica
Após concluir o doutoramento, D. Sloan Wilson trabalhou como pesquisador nos Laboratórios Biológicos da Harvard University de 1974-1975. Depois, de 1975 a 1976, foi simultaneamente pesquisador associado em zoologia na Universidade de Witwatersrand e na Universidade de Washington. E a seguir, de 1976 a 1977, foi  Investigador Sénior na África do Sul, no Instituto Nacional de Pesquisa de Ciências Matemáticas.
Wilson regressou aos Estados Unidos e foi professor assistente na Divisão de Estudos Ambientais da Universidade da Califórnia em Davis, de 1977 a 1980. Depois foi Assistente e a seguir Professor Associado na Kellogg Biological Station e do Departamento de Zoologia da Michigan State University de 1980-1988. Wilson foi de seguida promovido a Professor titular de Ciências Biológicas na Universidade Estadual de Nova York, Binghamton, em 1988 e depois foi nomeado como Professor de Antropologia em 2001.
Wilson iniciou o programa de Estudos Evolutivos (Evolutionary Studies - EvoS) na Universidade de Binghamton com um programa para unificação de diversas disciplinas para a teoria da evolução. Os alunos do programa fazem cursos temáticos sobre evolução em várias disciplinas incluindo biologia, antropologia, psicologia, bioengenharia, filosofia, origem evolutiva da religião e psicologia evolutiva da religião. Há também um curso obrigatório chamado "Tópicos atuais em estudos evolutivos", onde os alunos participam de seminários semanais seguidos posteriormente de discussão. A State University de New York em New Paltz oferece um programa similar.

## Investigação
Wilson desenvolveu o conceito de seleção de grupo na evolução, também conhecida como "selecção multi-nível" (multi-level selection). Wilson e Elliott Sober propuseram um enquadramento chamado teoria da selecção multi-nível, que incorpora a abordagem mais ortodoxa da seleção a nível genético e a selecção individual no livro Unto Others. Esta teoria sustenta que, embora os genes sirvam como o meio pelo qual as formas dos organismos são transmitidos através das gerações, os indivíduos e os grupos são veículos para esses genes e ambos são arenas onde os genes actuam. De fato, os próprios genes podem ser afectados pela selecção, não apenas por causa do seu efeito na configuração do seu veículo (o organismo), mas também por causa do seu efeito no funcionamento do DNA em que residem. Daí a noção de selecção multi-nível. Wilson também cunhou o conceito de um "grupo característico" (trait-group), um grupo de organismos ligados não permanentemente como  grupo, mas tendo um destino compartilhado devido às interacções entre eles.
Wilson descreve-se como um proponente entusiasta da "síntese evolucionista alargada" (extended evolutionary synthesis).

## Obras
- Unto Others (1998) com Elliott Sober.
Sober e Sloan Wilson demonstram convincentemente que o comportamento desinteressado é de fato uma característica importante quer da natureza biológica quer da humana. Este livro fornece uma visão panorâmica do altruísmo em todo o reino animal, desde parasitas que se auto-sacrificam, a insectos que se incorporam no super-organismo de uma colónia, à capacidade humana de altruísmo, ao mesmo tempo que explica o sentido evolutivo de tal comportamento.[3]
- Darwin's Cathedral: Evolution, Religion, and the Nature of Society (2002) 
Sloan Wilson propõe a religião como um produto da adaptação multi-nível. um produto da evolução cultural desenvolvida através de um processo de selecção multi-nível para grupos mais cooperativos e coesos.[4]
- Rethinking the Theoretical Foundation of Sociobiology (2006) com E. O. Wilson
"O egoísmo supera o altruísmo dentro dos grupos. Grupos altruístas vencem grupos egoístas."("Selfishness beats altruism within groups. Altruistic groups beat selfish groups.")[5][6]
- Evolution for Everyone: How Darwin's Theory Can Change the Way We Think About Our Lives (2007)
Uma introdução à evolução para um público amplo, detalhando os vários modos em que a evolução pode ser aplicada aos assuntos do dia-a-dia.
- The Neighborhood Project: Using Evolution to Improve My City, One Block at a Time (2011)[7]
- Pathological Altruism (2011) com Barbara Oakley, Ariel Knafo, e Guruprasad Madhavan.
- Does Altruism Exist?: Culture, Genes, and the Welfare of Others (2015)
- The Literary Animal: Evolution and the Nature of Narrative (2005) com Jonathan Gottschall

## Nota
- Este artigo foi inicialmente traduzido, total ou parcialmente, do artigo da Wikipédia em inglês cujo título é «David Sloan Wilson».